# Боґушин (Лещинський повіт)
Боґушин (пол. Boguszyn) — село в Польщі, у гміні Влошаковиці Лещинського повіту Великопольського воєводства.
Населення — 378 осіб (2011).
У 1975-1998 роках село належало до Лешненського воєводства.

## Демографія
Демографічна структура станом на 31 березня 2011 року:
|          | Загалом | Допрацездатний вік | Працездатний вік | Постпрацездатний вік |
| -------- | ------- | ------------------ | ---------------- | -------------------- |
| Чоловіки | 192     | 58                 | 117              | 17                   |
| Жінки    | 186     | 37                 | 113              | 36                   |
| Разом    | 378     | 95                 | 230              | 53                   |